# تاريخ بولندا (1939-1945)

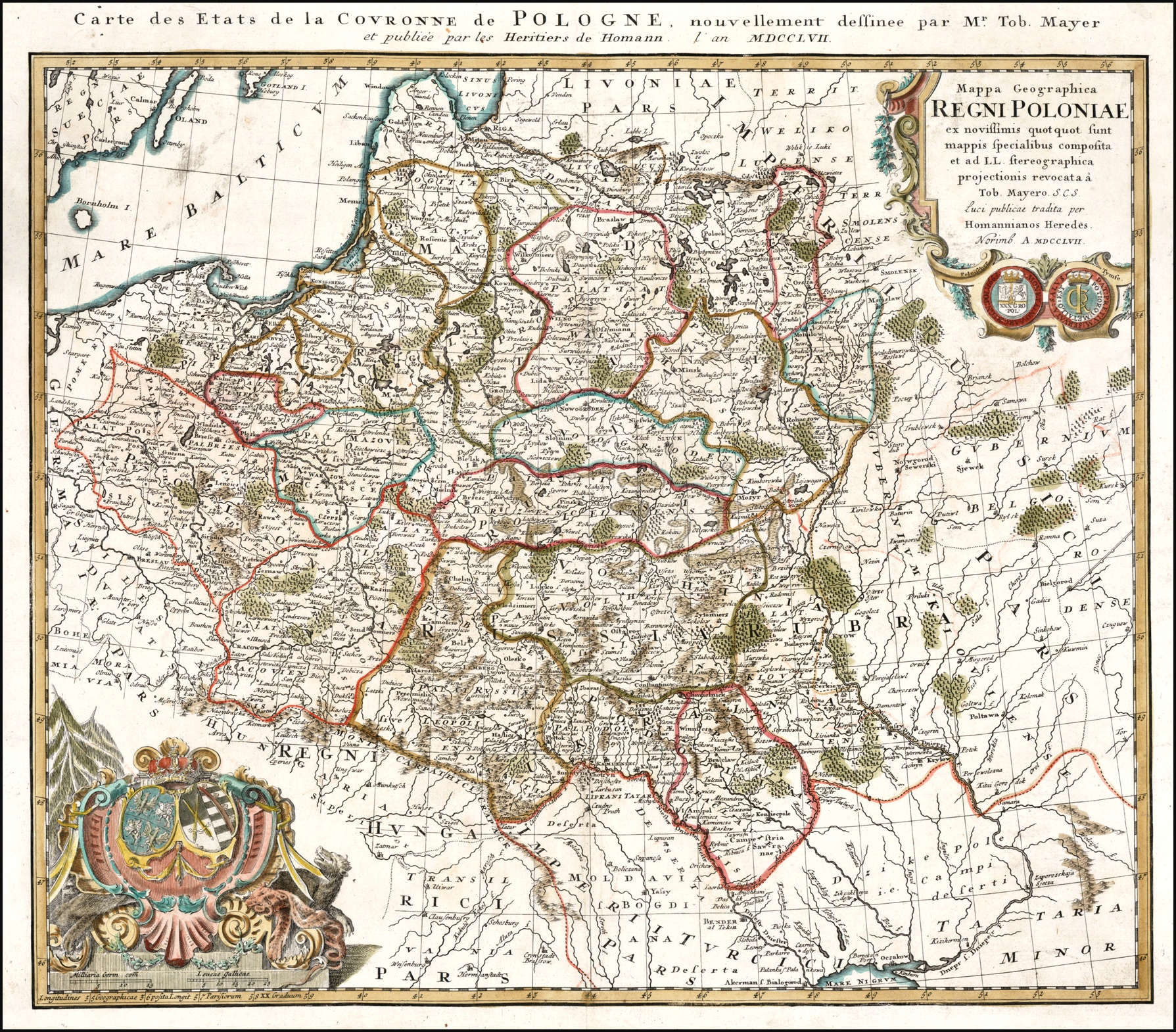

يشمل تاريخ بولندا في الفترة من 1939 إلى 1945 بشكل رئيسي الفترة الممتدة من غزو ألمانيا النازية والاتحاد السوفيتي لبولندا، حتى نهاية الحرب العالمية الثانية. في أعقاب اتفاق عدم الاعتداء الألماني السوفيتي، غزت ألمانيا النازية بولندا في 1 سبتمبر 1939، تلاها الاتحاد السوفيتي في 17 سبتمبر. وانتهت الحملتان في أوائل أكتوبر، بعد أن اقتسمتا ألمانيا والاتحاد السوفيتي بولندا بالكامل وضمتاها إليهما. بعد هجوم دول المحور على الاتحاد السوفيتي في صيف عام 1941، احتلت ألمانيا بولندا بالكامل، وشرعت في تعزيز سياساتها العنصرية وسياسات الإبادة الجماعية في جميع أنحاء بولندا. وفي ظل هاتين السياساتين، تكبد المواطنون البولنديون خسائر بشرية ومادية فادحة. لقي نحو 5.6 مليون مواطن بولندي حتفهم -وفقًا لتقديرات معهد الذكرى الوطنية- نتيجة للاحتلال الألماني، ونحو 150,000 ماتوا نتيجة للاحتلال السوفيتي؛ استفرد الألمان باليهود بإبادتهم على نحو سريع وجماعي، وقُتل نحو 90% من اليهود البولنديين (ما يقرب من ثلاثة ملايين شخص) في إطار الهولوكوست. قُتل اليهود والبولنديون والغجر وأسرى العديد من الانتماءات الأخرى بأعداد هائلة في معسكرات الإبادة النازية، مثل: معسكر أوشفيتز بيركينو ومعسكر تريبلينكا ومعسكر سوبيبور. تعرض البولنديون الإثنيون للاضطهاد النازي الألماني والسوفيتي على السواء. قتل الألمان ما يُقدر بمليوني بولندي إثني، وكانت لديهم خطط مستقبلية لتحويل الأغلبية المتبقية من البولنديين إلى العبودية وإبادة من يُعتبرون «أونترمينش» (غير مرغوب فيهم) كجزء من جنرالبلان أوست. ارتُكب التطهير العرقي والمذابح ضد البولنديين، وبدرجة أقل ضد الأوكرانيين في غرب أوكرانيا (والتي عُرفت قبل الحرب باسم كريسي البولندية) من عام 1943. قُتل البولنديون أيضًا من قِبل جيش التمرد الأوكراني.
في سبتمبر 1939 بحث مسؤلو الحكومة البولندية عن ملجأ في رومانيا، ولكن حال اعتقالهم -في وقت لاحق هناك- دون الاستمرار المقصود في العمل في الخارج كحكومة لبولندا. وصل الجنرال فلاديسلاف سيكورسكي رئيس الوزراء السابق إلى فرنسا، إذ سرعان ما تشكلت حكومة بولندية بديلة في المنفى. أُجليت الحكومة إلى بريطانيا بعد سقوط فرنسا. وأُعيد تشكيل القوات المسلحة البولندية وقاتلت إلى جانب الحلفاء الغربيين في فرنسا وبريطانيا وأماكن أخرى. بدأت حركة المقاومة بالتنظيم في بولندا في عام 1939 بعد فترة وجيزة من الغزو. كان مكونها العسكري الأكبر جزءًا من شبكة الدولة السرية من المنظمات، وأصبح معروفًا باسم «جيش الوطن». وكانت الحكومة في المنفى توجه التنظيم السري بأكملة بصورة رسمية عن طريق وفدها المقيم في بولندا. كانت هناك أيضًا منظمات حزبية ريفية ويمينية ويسارية ويهودية وسوفيتية (بارتيزان سوفييت). ومن بين الانتفاضات الفاشلة المناهضة لألمانيا انتفاضة غيتو وارسو وانتفاضة وارسو. كان الهدف من انتفاضة وارسو منع هيمنة الاتحاد السوفيتي على بولندا.
تفاوض سيكورسكي مع جوزيف ستالين في موسكو بقصد التعاون مع الاتحاد السوفيتي بعد عملية بارباروسا -الحليف الحربي الكبير للغرب- ووافقا على تشكيل جيش بولندي في الاتحاد السوفيتي، بقصد القتال في الجبهة الشرقية إلى جانب السوفييت. وبدلًا من ذلك، اقتيد «جيش أندريس» إلى الشرق الأوسط ثم إلى إيطاليا. بائت جهود إضافية لمواصلة التعاون البولندي-السوفيتي بالفشل بسبب الخلافات على الحدود، واكتشاف مجزرة كاتين لأسرى الحرب البولنديين التي ارتكبها السوفييت، ومقتل الجنرال سيكورسكي. بعد ذلك -وفي عملية اعتبرها العديد من البولنديين خيانة غربية- توقفت الحكومة البولندية في المنفى تدريجيًا عن كونها شريكًا معترفًا به في تحالف الحلفاء.
تبنى ستالين إستراتيجية تيسير تشكيل حكومة بولندية مستقلة عن حكومة المنفى في لندن -ومعارضة لها- من خلال تمكين الشيوعيين البولنديين. من بين المنظمات الشيوعية البولندية التي تأسست أثناء الحرب حزب العمال البولندي في بولندا المحتلة واتحاد الوطنيين البولنديين في موسكو. شُكل جيش بولندي جديد في الاتحاد السوفيتي ليحارب بجانب السوفييت. في الوقت نفسه، عمل ستالين على استمالة الحلفاء الغربيين (الولايات المتحدة بقيادة الرئيس فرانكلين روزفلت والمملكة المتحدة بقيادة رئيس الوزراء ونستون تشرشل) الذين التزموا -من جهة التنفيذ العملي- بآراء ستالين بشان حدود بولندا والحكومة المقبلة. تقرر مصير بولندا في سلسلة من المفاوضات شملت مؤتمرات في طهران ويالطا وبوتسدام. وفي عام 1944 وافقت الحكومة البولندية في المنفى على القيام بأعمال سياسية وعسكرية انفرادية، قام المتخفون في بولندا بها بهدف إنشاء سلطة بولندية مستقلة، ولكن هذه الجهود أُحبطت من السوفييت. أسس الشيوعيون البولنديون المجلس الوطني للولاية بين عامي 1943 و1944 في وارسو المحتلة، ولجنة التحرير الوطني البولندية في يوليو 1944 في لوبلين، بعد وصول الجيش السوفيتي. أبقى الاتحاد السوفيتي على النصف الشرقي من بولندا قبل الحرب، فمنح بولندا -بدلًا من ذلك- القسم الجنوبي الأكبر من بروسيا الشرقية المُلغاة، وحول البلاد غربًا إلى خط أودر-نايسه على حساب ألمانيا.

## قبل الحرب

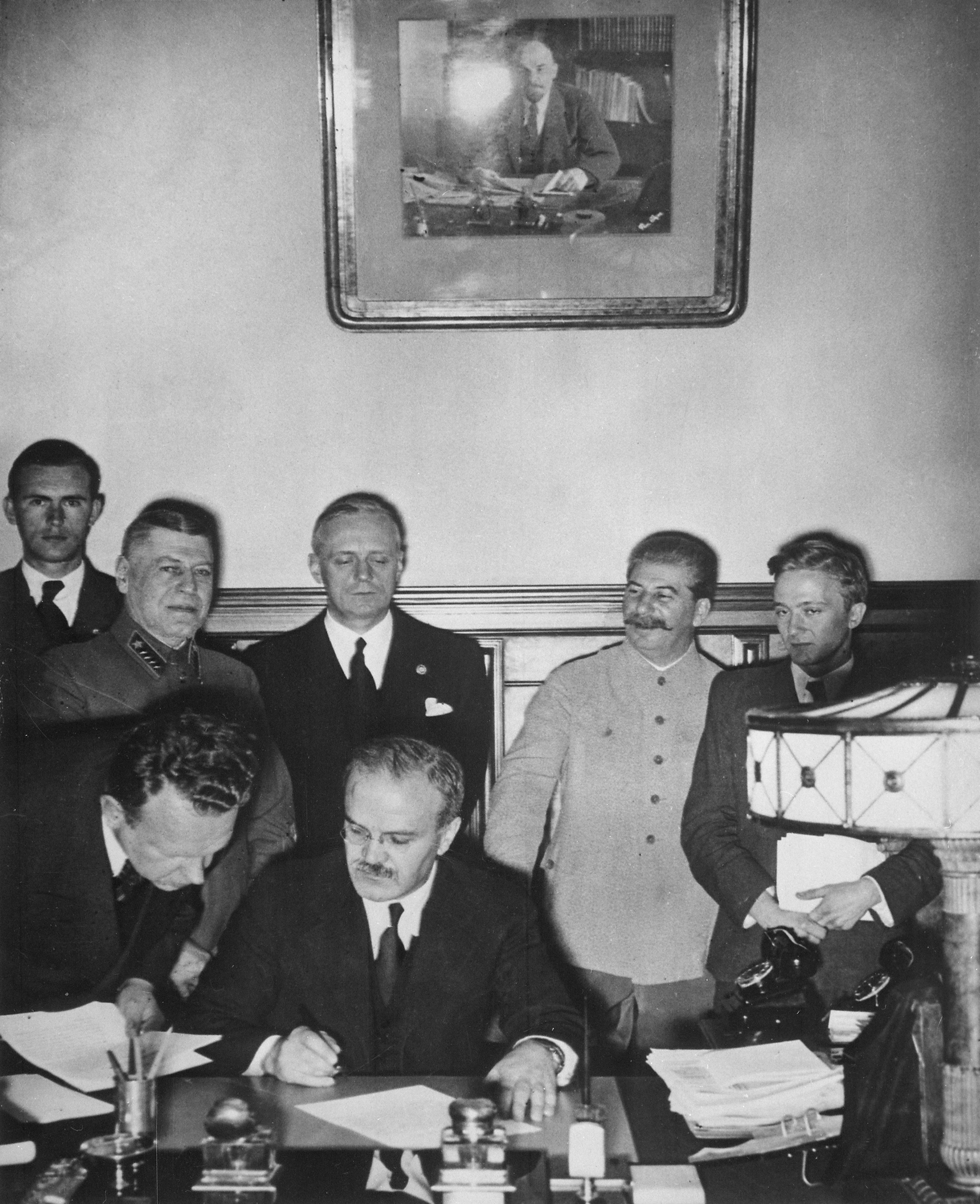
وزير الخارجية السوفيتي فياتشيسلاف مولوتوف يوقع معاهدة الصداقة الألمانية السوفيتية في موسكو، 28 سبتمبر/أيلول 1939؛ وخلفه ريتشارد شولتز-كوسينز (مساعد ريبنتروب)، وبوريس شابوشنيكوف (رئيس أركان الجيش الأحمر)، ويواكيم فون ريبنتروب، وجوزيف ستالين، وفلاديمير بافلوف (المترجم السوفيتي). يقف أليكسي شكفارزيف (السفير السوفيتي في برلين) بجانب مولوتوف.

### إعادة التسلح وضم الأراضي أولًا
بعد وفاة يوزف بيوسودسكي في عام 1935، شرعت حكومة التصحيح المؤلَّفة من أتباعه السياسيين -إلى جانب الرئيس إغناسي مو أوسيكي- في إصلاح الجيش البولندي وإعادة تسليحه لمواجهة المناخ السياسي المتغير في أوروبا. وبفضل قرض مالي من فرنسا جزئيًا؛ شاركت المنطقة الصناعية المركزية الجديدة البولندية في المشروع منذ عام 1936 في محاولة للحاق بتطور الأسلحة المتقدمة من جانب الدول الأكثر ثراءً المجاورة لبولندا. واصل وزير الخارجية يوزف بك مقاومة الضغوط المتزايدة التي يمارسها الغرب على بولندا لحضها على التعاون مع الاتحاد السوفيتي من أجل احتواء ألمانيا. وفي مواجهة القوة العسكرية الألمانية المتنامية بسرعة، لم تكن بولندا تفتقر لوجود كمية مناظرة من الموارد التقنية فحسب، ولكنها افتقرت أيضًا إلى المعرفة ومفاهيم تطوير الحروب الحديثة.
بدأت عملية إعادة التسليح الألمانية الرسمية المنشودة في عام 1935 تحت زعامة أدولف هتلر، وعلى النقيض من بنود معاهدة فرساي التي تشكل جوهر النظام الدولي في مرحلة ما بعد الحرب العالمية الأولى. عمدت المملكة المتحدة وفرنسا أيضًا إلى إعادة التسلح؛ لعدم قدرتهما على منع هتلر من إعادة تسليح راينلاند. في هذه الأثناء، بدأ المد الإقليمي الألماني إلى أوروبا الوسطى بشكل جدي مع آنشلوس النمسا في مارس 1938. أرسلت بولندا مجموعات تمويهية خاصة إلى منطقة زاولزي (سيليزيا التشيكية) المتنازع عليها؛ أملًا في التعجيل بتفكك تشيكوسلوفاكيا واستعادة الإقليم. عقب معاهدة ميونخ (30 سبتمبر 1938) ضمت ألمانيا منطقة السوديت. وأيدت القوى الغربية التقسيم الألماني للبلاد في مواجهة التهديد بضم تشيكوسلوفاكيا بالكامل.
سعت بولندا بقوة للحصول على مركز القوة العظمى، ولكن لم تُوجَّه إليها الدعوة للمشاركة في مؤتمر ميونخ. أصدر الوزير بك -الذي خاب أمله بسبب عدم الاعتراف- إنذارًا نهائيًا لحكومة تشيكوسلوفاكيا في معاهدة ميونخ، يطالب فيه بعودة منطقة زولزي الحدودية المتنازع عليها فورًا إلى بولندا. فأذعنت حكومة تشيكوسلوفاكيا البائسة، واستولت وحدات عسكرية بولندية على المنطقة. وقوبِلت هذه الخطوة بشكل سلبي من الغرب والاتحاد السوفيتي، وساهمت في تفاقم الوضع الجيوسياسي في بولندا. ضمت الحكومة البولندية في نوفمبر أيضًا منطقة حدودية صغيرة متنازع عليها مع دولة سلوفاكيا حديثة الحكم الذاتي، وقدمت دعمها لتوسيع المجر في أوكرانيا الكارباتية، الواقعة داخل تشيكوسلوفاكيا الاتحادية الآن.

### الغزو السوفيتي
من 3 سبتمبر حثت ألمانيا الاتحاد السوفيتي على إشراك قواته ضد الدولة البولندية، لكن القيادة السوفيتية استمرت في المماطلة في انتظار نتيجة المواجهة الألمانية-البولندية؛ لترى ما سيفعله الفرنسيون والبريطانيون. أكد الاتحاد السوفيتي لألمانيا أن الجيش الأحمر سيتقدم إلى بولندا في وقت لاحق وفي التوقيت المناسب.

### آثار اتفاقية ميونيخ
لم تدم اتفاقية ميونيخ لعام 1938 لمدة طويلة. فقد شهد شهر مارس من عام 1939 بداية الاحتلال الألماني لتشيكوسلوفاكيا مع غزو بوهيميا ومورافيا، جاعلًا من سلوفاكيا كدولة دميى ألمانية. وأُرغمت ليتوانيا على التخلي عن إقليم كلايبيدا (ميميلاند) التابع لها. قُدمت مطالب رسمية بعودة مدينة دانزيغ الحرة إلى ألمانيا، على الرغم من أن مكانتها كانت محمية من قبل عصبة الأمم. في مطلع العام 1939 اقترح هتلر على بولندا تحالفًا بشروط ألمانية، مع توقع بامثتال من قبل بولندا. كان يتعين على الحكومة البولندية القبول بضم الرايخ لدانزيغ وبممر سريع خارج الحدود الإقليمية يصل بين شرق بروسيا وبقية ألمانيا عبر ما سُمي بالممر البولندي (منطقة تربط العمق البولندي ببحر البلطيق). انضمت بولندا في وقت لاحق إلى حلف مناهضة الكومنترن ونسقت سياستها الخارجية مع ألمانيا، لتصبح بذلك دولة عميلة. أثار ذلك انزعاج الحكومة البولندية التي كانت تفكر بالاستقلال وأصدرت بريطانيا قرارًا يضمن استقلال بولندا في 31 مارس من عام 1939. ردًا على هذا القرار وعلى رفض بولندا الفعلي لمطالب ألمانيا، نقض هتلر في 28 أيلول اتفاقية عدم الاعتداء الألماني البولندي السارية.
في أغسطس من عام 1939، أجريت مفاوضات في موسكو أطلقتها المجموعات العاملة السوفييتية النازية والسوفييتية المتحالفة المتنافسة التي كان كل منها يحاول استمالة جيش ستالين القوي إلى جانبها. في مساء 23 أغسطس 1939، قُبل عرض ألمانيا بشكل افتراضي نظرًا إلى أن رفض القادة البولنديين التعاون عسكريًا مع السوفييت حال دون إمكانية الخروج بنتيجة أخرى. وُقع اتفاق عدم الاعتداء السوفييتي الألماني. وفي توقع لهجوم واحتلال لبولندا من قبل ألمانيا النازية، احتوى الاتفاق على بنود سرية حددت تقسيم أجزاء من أوروبا الشرقية إلى مناطق نفوذ بين الموقّعين. كان الخط الفاصل يمر عبر أراضي شرق وسط بولندا. يقول نص الاتفاق، الذي اكتُشف بعد سنوات، أن «الرغبة في الحفاظ على دولة بولندية مستقلة» تُركت «لمزيد من التطورات السياسية» التي يُتفق عليها بشكل متبادل.

### تحالفات عسكرية
تفاوض الاتحاد السوفييتي، الذي كانت لديه أسبابه للخشية من نزعة توسعية ألمانية شرقًا، مرارًا مع فرنسا والمملكة المتحدة، وتقدم من خلال هاتين الدولتين بعرض على بولندا لتحالف مناهض لألمانيا، شبيه بالعرض الأقدم الذي قُدم إلى تشيكوسلوفاكيا. سعى البريطانيون والفرنسيون إلى تشكيل معسكر عسكري سياسي قوي يتألف من الاتحاد السوفييتي وبولندا ورومانيا في الشرق، وفرنسا وبريطانيا في الغرب. بحلول مايو من عام 1939، كانت الشروط السوفييتية لتوقيع اتفاقية مع بريطانيا وفرنسا كالتالي: حق الجيش الأحمر في المرور عبر الأراضي البولندية، تفكيك التحالف الروماني البولندي وقصر الحماية البريطانية لبولندا على الجبهة الغربية لبولندا مع ألمانيا. رأى القادة البولنديون أن القوات السوفييتية لن تغادر الأراضي البولندية بمجرد وصولها إليها، ورفضوا طوال العام 1939 الموافقة على أي ترتيب يسمح للقوات السوفييتية بدخول بولندا. يتضح عدم استعداد بولندا لقبول العرض السوفييتي الخطير بدخول حر في مقولة للمارشال إدوارد ريدز سميغلي قائد أركان القوات البولندية المسلحة: «مع الألمان نخاطر بخسارة حريتنا، مع الروس سنخسر أرواحنا». انعكس موقف القيادة البولندية أيضًا من خلال وزير الخارجية جوزيف بيك الذي أكد، مع ثقته بإعلانات الدعم من فرنسا وبريطانيا، أن أمن بولندا لن تكفله «روسيا سوفييتية أو أي روسيا أخرى». بعد ذلك اتجه السوفييت إلى قبول عرض المعاهدة الألماني ووُقع الاتفاق الألماني السوفييتي. كان التعاون النازي السوفييتي يشهد تقدمًا منذ مايو من عام 1939، حين أصبح فياتشيسلاف مولوتوف وزير الخارجية السوفييتي.
استخدم الجيش الألماني نظامًا من الشفرات الآلية لإرسال سري لرسائل تعتمد على آلة إنجما. كُسر مخطط الشفرة الذي أُنشى وتغير باستمرار بواسطة علماء الرياضيات البولنديين بقيادة ماريان ريجيفسكي وشورك الاكتشاف مع البريطانيين والفرنسيين قبل اندلاع الحرب. كان تحليل شفرات إنجما مساهمة بولندية بالغة الأهمية في جهود الحرب، إذ إنه استمر طوال الحرب في بريطانيا وحرم الألمان الغافلين من السرية في اتصالاتهم الحاسمة.
مع نهاية شهر أغسطس، شهدت التزامات التحالف الفرنسي البولندي والتحالف البريطاني البولندي تحديثًا. كانت بولندا، المطوقة من قبل حلف تقوده النازية، تشهد تعبئة عسكرية جزئية إلا أنها لم تكن مستعدة للحرب. حال ضغط الحكومتين الفرنسية الوبريطانية دون تعبئة (عامة) كاملة، وسعت الحكومتان وراء حل سلمي في اللحظة الأخيرة للنزاع البولندي الألماني الوشيك. في 1 سبتمبر من عام 1939، تعرضت بولندي لاجتياح من قبل ألمانيا النازية. وأعلنت بريطانيا وفرنسا، الملزمتين بتحالفات عسكرية مع بولندا، الحرب على ألمانيا بعد يومين.

## الغزوين السوفييتي والألماني لبولندا

### الغزو الألماني
في 1 سبتمبر من عام 1939، ودون إعلان الحرب بشكل رسمي، غزت ألمانيا النازية بولندا مستخدمة ذريعة قضية غلايفتز، وهو استفزاز (من عدة استفزازات أخرى) قام بها الألمان الذين ادعوا أن القوات البولندية هاجمت موقعًا على طول الحدود الألمانية البولندية. خلال الأيام والأسابيع التالية، أحرزت القوات الألمانية المتفوقة تقنيًا ولوجستيًا وعدديًا تقدمًا سريعًا داخل الأراضي البولندية. أيضًا غزت القوات السوفييتية، التي كانت تضمن أمنها عبر الاتفاق السوفييتي الألماني، بولندا في 17 سبتمبر من عام 1939. وقبل نهاية الشهر، كانت بولندا بمعظمها قد قُسمت بين الألمان والسوفييت.
لم يتوقع الجيش البولندي الهجوم الألماني. بعد عام 1926، قاد جوزيف بيلسودسكي الجيش لوقف الاستعدادات الدفاعية للحدود الغربية. واستؤنفت الاستعدادات تلك في مارس من عام 1939. بعد ذلك نُظمت القوات البولندية المسلحة بهدف الدفاع عن البلاد. وفقًا للمؤرخ أندريه ليون سوا، كان المستوى التنظيمي والتقني للقوات البولندية شبيها بمستواه خلال الحرب العالمية الأولى. ازداد اليأس من الموقع الاستراتيجي للقوات المسلحة إثر الاحتلال الألماني لتشيكوسلوفاكيا الذي كان قد وقع مؤخرًا. باتت بولندا عندئذ مطوقة بأراض ألمانيا من ثلاث جهات، بوميرانيا سيليسيا وبروسيا الشرقية، وتشيكوسلوفاكيا التي كانت تحت سيطرة ألمانيا. ساعدت الدولة السلوفاكية المؤسسة حديثًا حلفاءها الألمان بمهاجمة بولندا من الجنوب. وحوصرت القوات البولندية على ساحل البلطيق من قبل البحرية الألمانية. لم يكن الشعب البولندي، الذي كان محكومًا بالدعاية البولندية، مدركًا لخطورة الموقف وتوقع انتصارًا سريعًا وسهلًا للتحالف البولندي الفرنسي البريطاني.
سمحت «فكرة الإبادة» الألمانية والتي تطورت في وقت لاحق إلى الحرب الخاطفة بتقدم سريع لفرق الدبابات (المدرعة) وبالقذف الانقضاضي (تشتيت تركّز القوات وتدمير المطارات والسكك الحديدية والمحطات والطرق والجسور، مما أسفر عن مقتل أعداد كبيرة من اللاجئين المتجمعين في منشآت النقل)، وبقصف جوي للمدن غير المحصنة لتحطيم معنويات المدنيين. وقع قصف متعمد للمدنيين على نطاق واسع منذ اليوم الأول للحرب، وكذلك في مناطق بعيدة عن أي نشاط عسكري آخر. شاركت القوات الألمانية، بأوامر من هتلر تحثها على التصرف بالوحشية القصوى، بشكل كبير في المذابح التي وقعت ضد المدنيين البولنديين. لم يكن لدى الجيش البولندي والقوى الجوية البولندية والبحرية البولندية ما يكفي من العتاد الحديث لمواجهة المذبحة.
ترافق كل من الجيوش الألمانية الخمسة التي شاركت في الهجوم بولندا بمجموعة أمنية خاصة أوكلت إليها مهمة ترهيب السكان البولنديين، كان بعض الفولكس دويتشه قد نالوا تدريباتهم في ألمانيا للمساعدة في الغزو، ليشكلوا ما سُمي بالطابور الخامس.